# روميو ريبيرو
روميو ريبيرو (بالبرتغالية: Romeu Ribeiro) (13 يناير 1989 في البرتغال - ) هو لاعب كرة قدم برتغالي في مركز الوسط. شارك مع منتخب البرتغال تحت 21 سنة لكرة القدم. أما مع النوادي، فقد لعب مع نادي بنفيكا ونادي ماريتيمو ونادي ديبورتيفو داس أيفيس وديسبورتيفو تروفينسي ونادي بينفايل وAcadémico de Viseu F.C. ‏ وC.S. Marítimo B ‏.

## وصلات خارجية
- روميو ريبيرو على موقع قاعدة بيانات كرة القدم.إي يو (الإنجليزية)
- روميو ريبيرو على موقع Soccerway.com (الإنجليزية)
- روميو ريبيرو على موقع AS.com (الإسبانية)